# Roldana galiciana
Roldana galiciana là một loài thực vật có hoa trong họ Cúc. Loài này được (McVaugh) H.Rob. & Brettell miêu tả khoa học đầu tiên năm 1974.